# دانشکده دندانپزشکی ارتش
دانشکده دندانپزشکی دانشگاه علوم پزشکی ارتش یکی از دانشکده‌های دندانپزشکی ایران وابسته به دانشگاه علوم پزشکی ارتش در تهران در محله آجودانیه است.

## تاریخچه
دانشکده دندانپزشکی ارتش در سال ۱۳۸۸ به عنوان آکادمی بهداشت دهان و دندان با تربیت دانشجویان سامت دهان و کارشناسی پروتز بنیانگذاری شد. این مؤسسه در سال ۱۳۹۱ به دانشکده دندانپزشکی ارتقا یافت. ساختمان جدید این دانشکده در سال ۱۳۹۷ بازگشایی شد. هم‌اکنون ریاست این دانشکده را محسن امین سبحانی برعهده دارد.